# My Neck, My Back (Lick It)
My Neck, My Back (Lick It) è un singolo della rapper statunitense Khia, pubblicato il 23 aprile 2002 come primo estratto dal primo album in studio Thug Misses.

## Descrizione
Il brano è stato scritto dalla stessa interprete con Edward Meriwether e prodotto da Michael "Taz" Williams e Plat'num House. È composto in chiave di La minore e ha un tempo di 101 battiti per minuto. Riguardo alla canzone e al suo successo, la cantante ha affermato che «immagino che il mondo sia solo maligno e bizzarro in quel modo [...] non è nemmeno la mia canzone preferita, e sono rimasta piuttosto sorpresa che sia stata la canzone piaciuta a tutti. Quella canzone non è niente in confronto alla mia altra musica. È tipo, "Questo è ciò di cui parla il mondo oggi", quindi hey, per me funziona».

## Accoglienza
Nel 2018 NPR l'ha posizionata centottantaquatresima nella sua lista delle migliori canzoni realizzate da donne del ventunesimo secolo, scrivendo che «è un classico da club deliziosamente bizzarro in cui il piacere di una donna viene presentato come un debito che le è dovuto».

## Video musicale
Il videoclip, diretto da Diane Martel, è stato reso disponibile nella primavera del 2002.

## Altre versioni
Nell'aprile 2015 la cantante statunitense Miley Cyrus si è esibita con una cover di My Neck, My Back (Lick It) per Adult Swim, ricevendo gli elogi dalla stessa Khia. Nel 2017 la rapper Saweetie ha diffuso un freestyle del singolo su Soundcloud: dopo essere divenuto rapidamente virale, è stato pubblicato ufficialmente come suo singolo di debutto, con il nome di Icy Grl.

## Tracce
Download digitale – EP
1. My Neck, My Back (Lick It) [Radio Version] – 3:43
2. My Neck, My Back (Lick It) [Street/Club Version] – 3:41
3. My Neck, My Back (Lick It) [Tony Neumann Radiomix] – 4:04
4. My Neck, My Back (Lick It) [Boris & Beck Radio Edit] – 4:14
5. My Neck, My Back (Lick It) [Acapella] – 3:21

Download digitale – Remixes EP
1. My Neck, My Back (Lick It) [Radio Edit] – 3:22
2. My Neck, My Back (Lick It) [Kardinal Beats Radio Editore] – 3:02
3. My Neck, My Back (Lick It) [Tom Neville X-Rated Mix] – 7:18
4. My Neck, My Back (Lick It) [FNP Remix] – 6:49
5. My Neck, My Back (Lick It) [Kardinal Beats Club Mix] – 3:34
6. My Neck, My Back [Street/Club Version] – 3:41

CD 1
1. My Neck, My Back (Lick It) (Clean Radio Edit) – 3:20
2. My Neck, My Back (Lick It) (Kardinal Beats Clean Radio Edit) – 3:02

CD 2
1. My Neck, My Back (Lick It) (Clean Radio Edit) – 3:20
2. My Neck, My Back (Lick It) (Kardinal Beats Clean Radio Edit) – 3:02
3. My Neck, My Back (Lick It) (Tom Neville X-Rated Mix) – 7:22
4. My Neck, My Back (Lick It) (FNP Remix) – 6:52
5. My Neck, My Back (Lick It) (Kardinal Beats Dirty Club Mix) – 3:24
6. My Neck, My Back (Lick It) (Street/Club Version) – 3:43
7. My Neck, My Back (Lick It) (Video)

12"
1. My Neck, My Back (Lick It) (Kardinal Beats Dirty Club Mix) – 3:24
2. My Neck, My Back (Lick It) (Friday Night Posse Remix) – 6:52
3. My Neck, My Back (Lick It) (Street/Club Version) – 3:43
4. My Neck, My Back (Lick It) (Tom Neville X-Rated Mix) – 7:22

## Classifiche

### Classifiche settimanali
| Classifica (2002-04) | Posizione massima |
| -------------------- | ----------------- |
| Australia            | 12                |
| Canada               | 30                |
| Germania             | 29                |
| Irlanda              | 20                |
| Paesi Bassi          | 28                |
| Regno Unito          | 4                 |
| Stati Uniti          | 42                |

### Classifiche di fine anno
| Classifica (2002) | Posizione |
| ----------------- | --------- |
| Australia         | 79        |
| Classifica (2003) | Posizione |
| Australia         | 58        |
| Classifica (2004) | Posizione |
| Regno Unito       | 41        |